# UPC Sverige
UPC Sverige AB, kabel-TV- och Internetleverantör som fram till oktober 2006 hade verksamhet i Storstockholm. Företaget köptes våren 2006 av Carlyle Group och Providence Equity Partners som även äger Com Hem. I oktober samma år integrerades verksamheten som en del av Com Hem och varumärket UPC upphörde på den svenska marknaden.
Enligt företagets egna uppgifter hade UPC 300 000 anslutna hushåll den 5 december 2005, varav ungefär 80 000 var kunder hos UPC:s bredbandstjänster och 42 000 abonnerade på digital kabel-TV.
Antalet anställda var innan Com Hem:s uppköp cirka 200 personer och huvudkontoret låg i Liljeholmen.
Bredbandstjänsterna samordnades och en telefonitjänst lanserades i samband med namnbytet. Den 2 april 2007 samordnades UPC-nät med Com Hems kanalutbud i övrig landet. Några kanaler, som till exempel TGRT och Zone Club, utgick i och med integreringen medan andra, som till exempel TV4 Guld, TV4 Komedi och Disney Channel, lanserades. Förändringarna innefattade digitala utbudet.

## Historik
Stjärn-TV (Stjärn TV Nätet AB) var ett kommunalt ägt kabel-TV-bolag startat av Stockholms stads tre fastighetsbolag 1985. Det såldes 1994 till Singapore Telecom. 1998 såldes StjärnTV till EQT. 1999 köptes Stjärn-TV upp av det nederländska företaget UPC Corp, som då var en förkortning för United Pan-Europe Communications. UPC Sverige AB var en del av UPC Corp. UPC Corp. köptes sedan upp av ett amerikanskt bolag varpå företagsnamnet behölls men förkortningens lydelse ändrades till United Pan-Global Communications.